# Мироненко Ігор Сергійович
Ігор Сергійович Мироненко (13.03.1973—13.03.2022) — сержант Збройних Сил України, учасник російсько-української війни, що загинув у ході російського вторгнення в Україну.

## Життєпис
Лейтенант міліції у відставці, працював старшим інспектором-кінологом групи кінологічного забезпечення діяльності Ужгородського міського управління та Ужгородського районного відділу кінологічного центру ГУМВС України в Закарпатській області. 
Під час російського вторгнення в Україну в 2022 році проходив військову службу у складі 128-ї окремої гірсько-штурмової Закарпатської бригади. 
Загинув 13 березня 2022 року, захищаючи Україну від російських окупантів. Похований в м. Ужгороді. Залишилась донька. 

## Нагороди
- орден «За мужність» III ступеня (2022, посмертно) — за особисту мужність і самовіддані дії, виявлені у захисті державного суверенітету та територіальної цілісності України, вірність військовій присязі[2].